# Dominique Marais
Dominique Marais (* 18. Dezember 1955 in Lyon) ist ein ehemaliger französischer Fußballspieler.

## Karriere
Der 170 Zentimeter große Abwehrspieler Marais wuchs in Fontaines-sur-Saône nahe Lyon auf und begann beim dort angesiedelten Verein FC des Deux Fontaines 1960 im Kindesalter mit dem Fußballspielen. Er blieb dem Klub, bei dem zur selben Zeit auch Guy Genet und der spätere Nationalspieler Bernard Lacombe spielten, langjährig treu, bis er von Talentscouts des Erstligisten Olympique Lyon entdeckt und 1971 in dessen Jugendabteilung aufgenommen wurde. Nach einem Jahr rückte er in die zweite Mannschaft auf. Der vielseitige einsetzbare Spieler, der in der Innenverteidigung, als Außenverteidiger und gelegentlich auch im defensiven Mittelfeld zum Einsatz kam, litt zunächst unter den harten Trainingsumständen und musste bis 1976 warten, um den Sprung in die Erstligamannschaft zu erreichen. Angesichts der Tatsache, dass beim Olympique Lyon der 1970er-Jahre zahlreiche Spieler in den Kader aufgenommen wurden und ihn wieder verließen und eigenen Nachwuchskräften Chancen eingeräumt wurden, konnte auch Marais sich beweisen und wurde von 1976 an regelmäßig aufgeboten, auch wenn er zunächst keinen unumstrittenen Stammplatz innehatte. Diesen erlangte er im Lauf der Zeit, wobei er meist als rechter Verteidiger auflief und dank seiner Leistungen das Interesse des Nationaltrainers Michel Hidalgo weckte, wenngleich dieser letztlich nie auf ihn zurückgriff. Er blieb Lyon treu, obwohl der Verein mit finanziellen Schwierigkeiten zu kämpfen hatte, die sich auch auf die sportliche Situation auswirkten und dazu führten, dass 1980 der Abstieg nur knapp abgewendet werden konnte. 
1981 kehrte er Lyon nach insgesamt zehn Jahren den Rücken und unterschrieb beim Erstligarivalen FC Tours. An der Seite der Defensivspieler Serge Besnard, Bruno Steck, Patrick Brulez und Francis Meynieu wurde er sofort zum festen Bestandteil der ersten Elf, mit der er im Abstiegskampf antrat. Sowohl 1982 als auch 1983 erreichte er mit der Mannschaft das Halbfinale des nationalen Pokals, doch stieg Tours 1983 in die zweite Liga ab. Angesichts dessen verließ er den Verein und unterschrieb beim Erstligisten Stade Rennes. Dort verhalf ihm seine Vielseitigkeit ebenfalls zu einem festen Platz im Team. 1984 blieb er dem Verein trotz des Abstiegs treu und war 1985 am direkten Wiederaufstieg beteiligt, wenngleich 1987 der erneute Abstieg folgte. Während der Saison 1987/88 büßte er seinen Platz in der Stammelf ein und beendete 1988 mit 32 Jahren nach 285 Erstligapartien mit vier Toren sowie 44 Zweitligapartien mit zwei Toren seine Profilaufbahn. Zu diesem Zeitpunkt kehrte er in seine Heimatregion um die Stadt Lyon zurück und trug von 1988 bis 1989 das Trikot des Amateurvereins AS Villeurbanne. Anschließend begann er in Saint-Genis-Laval eine Arbeit in einem Tabaktrafik.